# Cyclosa groppalii
Cyclosa groppalii är en spindelart som beskrevs av Carlo Pesarini 1998. Cyclosa groppalii ingår i släktet Cyclosa och familjen hjulspindlar. Inga underarter finns listade i Catalogue of Life.